# Monnina rusbyi
Monnina rusbyi là một loài thực vật có hoa trong họ Polygalaceae. Loài này được Chodat mô tả khoa học đầu tiên năm 1896.